# Groszek pachnący

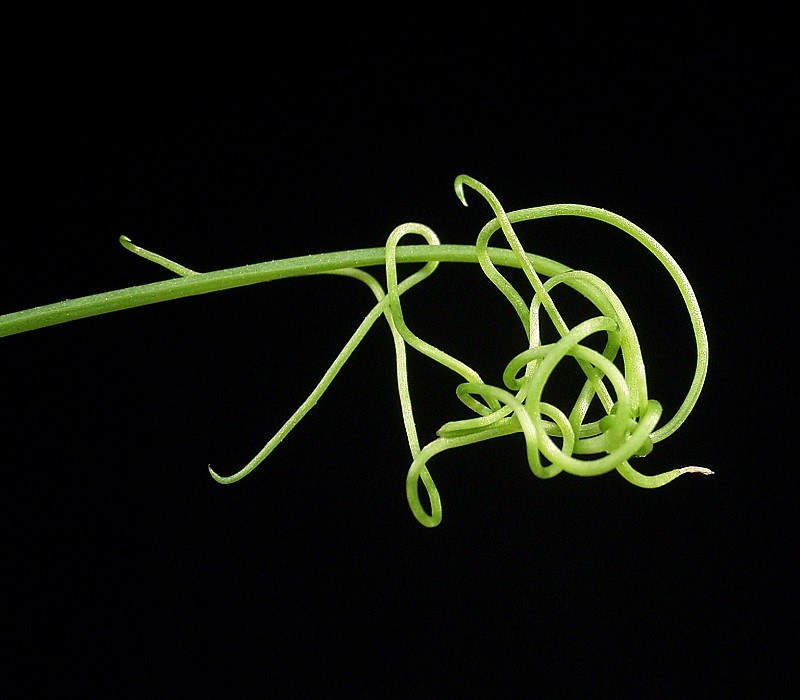
Wąsy czepne

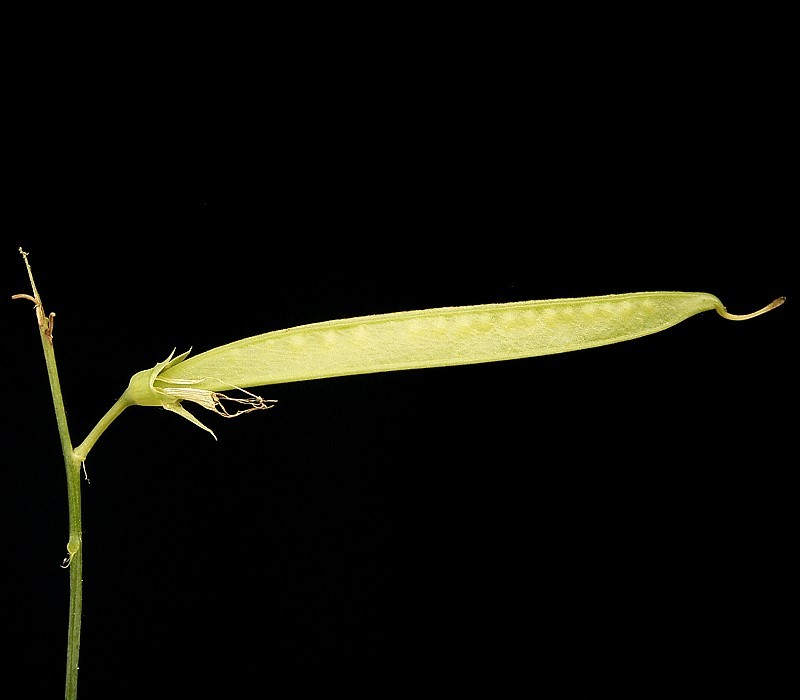
Strąk

Groszek pachnący (Lathyrus odoratus L.) – gatunek rośliny jednorocznej wywodzący się z rejonu śródziemnomorskiego (Sycylia, południe Włoch), rozprzestrzeniający się także w innych rejonach i w wielu krajach uprawiany. W Polsce wyłącznie w uprawie jako roślina ozdobna, tylko przejściowo dziczejąca (efemerofit). Często uprawiane, jednoroczne pnącze.

## Morfologia

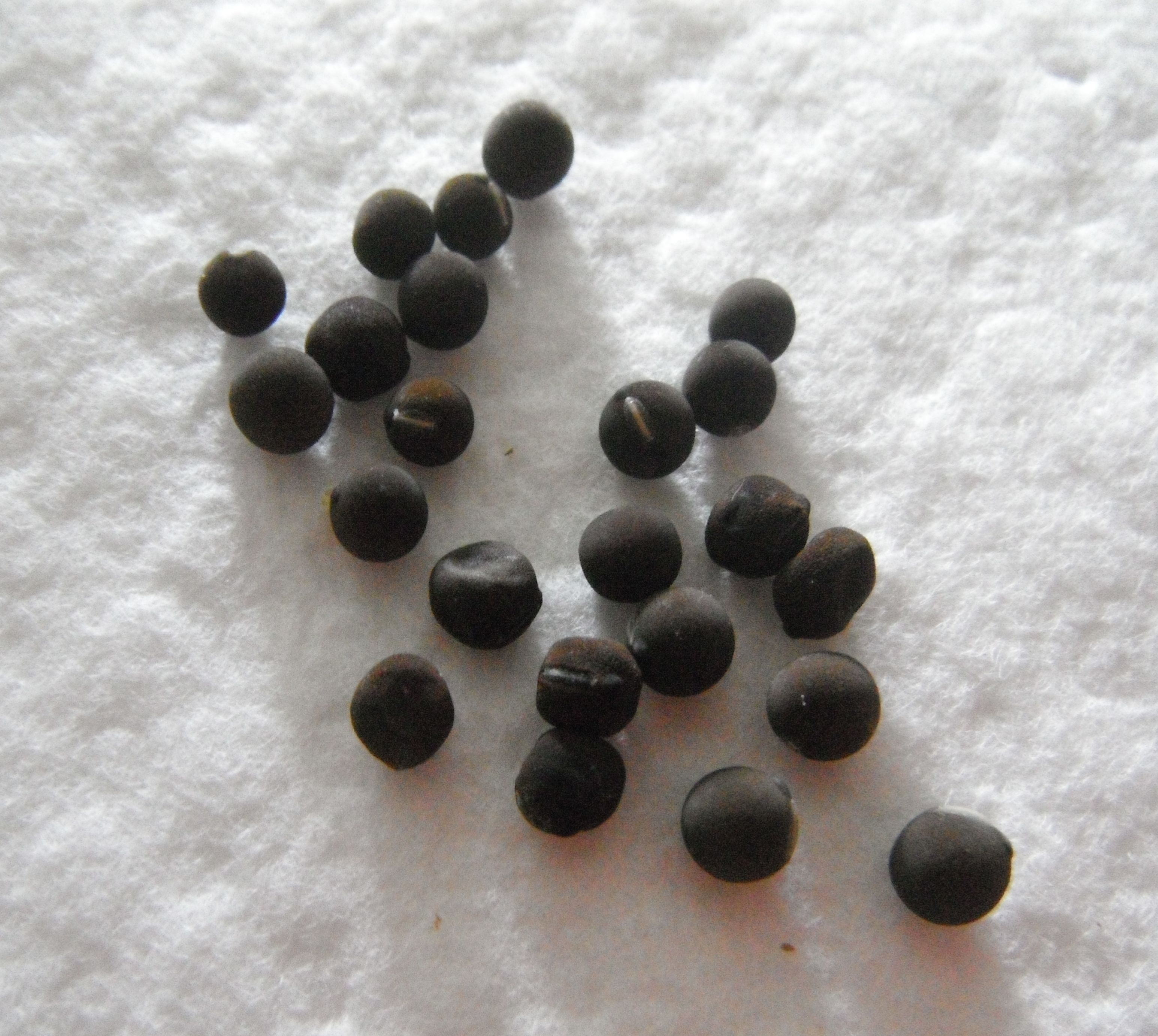
Nasiona

ŁodygaKanciasta, cienka, wiotka, osiągająca od 1 do 2 m wysokości, w górnej części oskrzydlona.
LiśćPierzaste, złożone z jednej pary eliptycznych listków. Niektóre liście przekształcone w wąsy czepne za pomocą których roślina chwyta się podpór.
KwiatyDelikatne o pastelowych barwach białej, żółtej, różowej, pomarańczowej, niebieskiej, zebrane w 1–3 kwiatowe, nieliczne grona. Kwiaty motylkowe o średnicy od 3 do 4 cm, silnie pachnące; o barwach białej, żółtej, różowej, pomarańczowej, niebieskiej. Osadzone w liczbie od 4 do 7 na sztywnych szypułkach. Kwitnie od czerwca do końca sierpnia.
OwocNieoskrzydlony, wydłużony, omszony strąk na szypułce o długości ponad 7 cm.

## Zastosowanie i uprawa
- Zastosowanie. Ze względu na swoje ładne i wonne kwiaty jest często uprawiany jako roślina ozdobna. Uprawiany jest na rabatach i na kwiat cięty, na altanach, balkonach, pergolach. Idealnie nadaje się na osłonę dobrze oświetlonych ścian i ogrodzeń. Wyhodowano kultywary o szerokiej gamie barw kwiatów, jednak są one mniej pachnące od typowej formy[7]. Istnieją odmiany karłowe i wysokie, pnące.
- Uprawa. Nasiona wysiewa się pod koniec marca lub na początku kwietnia wprost do gruntu, po 4–6 nasion w jednej kupce, w rozstawie 20 × 50 cm[8]. Odmiany wysokie pnące, wymagają podpór. Groszek pachnący dobrze rośnie w miejscu ciepłym i nasłonecznionym, na glebie lekkiej, ale zasobnej w składniki pokarmowe, słabo zasadowej. Młode rośliny znoszą dość dobrze chłody, można więc wysiewać nasiona do gruntu już od połowy kwietnia. W temperaturze 15-18 stopni kiełkują po 14 dniach[4].

## Odmiany
- ‘Cuthberston’ – rośliny silnie rosnące[6], kwiaty średniej wielkości z pomarszczonymi płatkami, wyrastające grupami po 4–5 na długich szypułkach[6].
- ‘Praecox’ – wcześnie kwitnący, kwiaty duże (średnica 4–5 cm) o pofalowanych płatkach; nadają się do uprawy przyspieszonej pod szkłem[6].
- ‘Spencer’ – popularne odmiany gruntowe, wielkokwiatowe[6], kwiaty średnicy 4–5 cm ze sfalowanymi płatkami. Szczególnie polecany do uprawy w gruncie.
- ‘Zvolanek’ – odmiany wielkokwiatowe[6], sfalowane kwiaty w grupach po 4–6 na długiej szypułce (40 cm)[8].
- ‘Cupido’ (Liliput) – rośliny niskie 40–60 cm, obficie, lecz krótko kwitnące[6].
- ‘Duplex’ – rośliny o kwiatach z podwójnym żagielkiem[6].
- ‘Galaxy’ – rośliny o kwiatach dużych, zebranych po 5-7 na długich szypułkach[6].
- ‘Ruffled’ – górny płatek kwiatu bardzo duży [żagielek] o brzegach falistych[6].
- ‘Pink Pride’ – kwiaty różowe z białym środkiem[4].
- ‘Danny’ – kwiaty ciemnoniebieskie[4].
- ‘White Ensign’ – kwiaty czysto białe[4].